# Institut international pour l'unification du droit privé
L'Institut international pour l'unification du droit privé (UNIDROIT) est une organisation intergouvernementale indépendante dont le siège est à Rome, dans la Villa Aldobrandini.
Unidroit a pour finalité d’étudier des moyens et méthodes en vue de moderniser, harmoniser et coordonner le droit privé, et en particulier le droit commercial, entre les États ou les groupes d’États ; à cette fin, d’élaborer des instruments de droit uniforme, des principes et des règles. Il prépare graduellement l’adoption par les divers Etats d’une législation de droit privé uniforme.

## Méthodes de Travail

### Phase préliminaire
- Proposition d'un sujet dans le programme de travail de l'UNIDROIT.
- Le Secrétariat est chargé de préparer une étude de faisabilité et une étude préliminaire de droit comparé pour évaluer la pertinence et la faisabilité de la réforme proposée.
- Cette étude est présentée au Conseil d'administration, et si elle est jugée appropriée, un comité est formé pour élaborer un projet préliminaire de convention ou d'autres instruments juridiques.

### Phase de négociation intergouvernementale
- L’avant-projet de règles élaboré par le Comité d’étude est soumis au Conseil de Direction pour approbation et avis sur la suite à donner.
- Dans le cas d'un avant-projet de Convention, le Secrétariat de l'UNIDROIT est chargé de former un Comité d'experts gouvernementaux chargé de l'élaboration d'un projet de Convention. Ce projet sera ensuite soumis à l'adoption lors d'une Conférence diplomatique. En revanche, pour d'autres instruments juridiques qui, en raison de leur nature, ne nécessitent pas l'examen par des experts gouvernementaux, le Conseil d'administration est invité à autoriser leur publication et leur diffusion auprès des parties intéressées pour lesquelles ils ont été préparés.
- La participation aux Comités d'experts gouvernementaux est ouverte aux représentants de tous les États membres de l'UNIDROIT. Le Secrétariat peut également inviter d'autres États, ainsi que des organisations internationales et des associations professionnelles intéressées, à participer en tant qu'observateurs, si cela est jugé approprié, notamment en fonction du sujet traité.

Le projet de convention est soumis au Conseil de direction pour consultation et approbation. S'il reflète un consensus entre les États participants au comité d'experts gouvernementaux, il a de bonnes chances d'être approuvé lors d'une conférence diplomatique.

### Coopération avec d’autres organisations internationales
UNIDROIT entretient d’étroites relations avec d’autres Organisations internationales, tant intergouvernementales que non gouvernementales, qui prennent dans de nombreux cas la forme d’accords de coopération entre les secrétariats. La Conférence de La Haye de droit international privé, UNIDROIT et la Commission des Nations Unies pour le droit commercial international (CNUDCI), les trois organisations de formulation de règles de droit privé, sont dénommées, à juste titre, “les trois sœurs”.

### Réseau de correspondants
Afin de réaliser ses objectifs statutaires, il est crucial pour l'UNIDROIT de disposer d'une connaissance de l'état du droit en vigueur dans tous les pays. Pour pallier les difficultés d'accès à certaines informations, l'UNIDROIT a établi un réseau de correspondants dans les États membres et non membres. Ces correspondants, qui sont des universitaires et des praticiens, sont désignés par le Conseil de Direction de l'UNIDROIT. Ce réseau permet de recueillir des informations et d'obtenir une vision globale de l'état actuel des législations nationales dans le domaine concerné.

## États membres

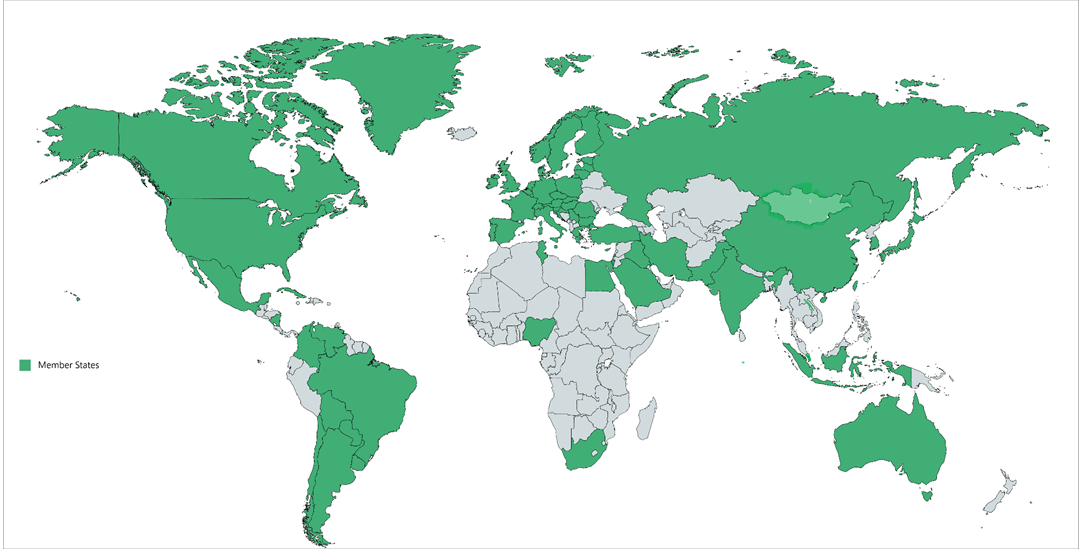
mai 2023

Unidroit compte parmi ses membres 65 États, situés en Europe, en Afrique, en Asie, Amérique ou encore en Océanie. Chacun de ces États représente des systèmes juridiques, économiques et politiques spécifiques, ainsi que des traditions culturelles différentes.*
En 2023, Singapour et la Mongolie sont devenues membres de l'UNIDROIT.
| État membre                                   | Année d'adhésion |
| --------------------------------------------- | ---------------- |
| Afrique du Sud                                | 1971             |
| Allemagne                                     | 1940             |
| Arabie saoudite                               | 2009             |
| Argentine                                     | 1972             |
| Australie                                     | 1973             |
| Autriche                                      | 1948             |
| Belgique                                      | 1940             |
| Bolivie                                       | 1940             |
| Brésil                                        | 1940             |
| Bulgarie                                      | 1940             |
| Canada                                        | 1968             |
| Chili                                         | 1951             |
| Chine                                         | 1986             |
| Chypre                                        | 1999             |
| Colombie                                      | 1940             |
| Corée du Sud                                  | 1981             |
| Croatie                                       | 1996             |
| Cuba                                          | 1940             |
| Danemark                                      | 1940             |
| Égypte                                        | 1951             |
| Espagne                                       | 1940             |
| Estonie                                       | 2001             |
| États-Unis                                    | 1964             |
| Finlande                                      | 1940             |
| France                                        | 1948             |
| Grèce                                         | 1940             |
| Hongrie                                       | 1940             |
| Inde                                          | 1950             |
| Indonésie                                     | 2009             |
| Iran                                          | 1951             |
| Irak                                          | 1973             |
| Irlande                                       | 1940             |
| Israël                                        | 1954             |
| Italie                                        | 1940             |
| Japon                                         | 1954             |
| Lettonie                                      | 2006             |
| Lituanie                                      | 2007             |
| Luxembourg                                    | 1951             |
| Malte                                         | 1970             |
| Mexique                                       | 1940             |
| Pays-Bas                                      | 1940             |
| Nicaragua                                     | 1940             |
| Nigeria                                       | 1964             |
| Norvège                                       | 1951             |
| Pakistan                                      | 1964             |
| Paraguay                                      | 1940             |
| Pologne                                       | 1979             |
| Portugal                                      | 1949             |
| Serbie ( RF Yougoslavie lors de l'adhésion)   | 2001             |
| République tchèque                            | 1993             |
| Roumanie                                      | 1940             |
| Royaume-Uni                                   | 1948             |
| Russie ( Union soviétique lors de l'adhésion) | 1990             |
| Saint-Marin                                   | 1945             |
| Slovaquie                                     | 1993             |
| Slovénie                                      | 1995             |
| Suède                                         | 1940             |
| Suisse                                        | 1940             |
| Tunisie                                       | 1980             |
| Turquie                                       | 1950             |
| Uruguay                                       | 1940             |
| Venezuela                                     | 1940             |
| Vatican                                       | 1945             |
| Singapour                                     | 2023             |
| Mongolie                                      | 2023             |

## Les instruments d'UNIDROIT

### Les conventions internationales
L'UNIDROIT a élaboré plusieurs conventions internationales au fil des années, qui ont été adoptées lors de conférences diplomatiques des États membres.
- La Convention de La Haye portant loi uniforme sur  la vente internationale des objets mobiliers corporels (La Haye, 1964)[4]
- La Convention de La Haye sur la formation des contrats de vente internationale des objets mobiliers corporels  (La Haye, 1964)[5]
- La convention internationale relative au contrat de voyage (ccv) (Bruxelles, 23 Avril 1970)[6]
- La convention portant loi uniforme sur la forme d'un testament international (Washington, D.C., 26 Octobre 1973)[7]
- La convention sur la représentation en matière de vente internationale de marchandises (Genève, 17 Février 1983)[8]
- La convention d'UNIDROIT sur l'affacturage international (Ottawa, 28 Mai 1988)[9]
- La convention d'UNIDROIT sur le crédit-bail international (Ottawa, 28 Mai 1988)[10]
- La convention d'UNIDROIT sur les biens culturels voles ou illicitement exportes (Rome, 24 juin 1995)[11]

- La Convention du Cap de 2001 relative aux garanties internationales portant sur des matériels d’équipement mobiles[12]
  - Protocole relatif aux questions spécifiques concernant les matériels d'équipement aéronautiques (le cap, 2001)[13]
  - Protocole relatif aux questions spécifiques concernant les matériels roulants ferroviaires  (Luxembourg,2007)[14]
  - Protocole relatif aux questions spécifiques concernant les biens spatiaux (Berlin,2012)[15]
  - Protocole relatif aux questions spécifiques concernant les matériels miniers, agricoles et de construction (2019)[16]

- La Convention de Genève de 2009 sur les règles matérielles relatives aux titres intermédiés[17].

### Les lois types
L'institut a élaboré des lois non contraignantes pour servir de source d'inspiration aux membres de la communauté internationale, telles que les lois modèles, les guides contractuels et les principes généraux.
- Principes UNIDROIT relatifs aux contrats du commerce international (1994, 2004, 2010, 2016)[18]
- Principes ALI/UNIDROIT de procédure civile transnationale (2004)[19]
- Dispositions législatives modèles UNESCO-UNIDROIT définissant la propriété de l'Etat sur les biens culturels non découverts (2011)[20]
- Principes d'UNIDROIT concernant l'applicabilité des clauses de résiliation -compensation (2013)[21]
- Guide juridique sur l'agriculture contractuelle, UNIDROIT/ FAO/ FIDA (2015)[22]
- Règles modèles européennes de procédure civile, ELI/ UNIDROIT (2020)[23]
- Guide juridique sur les contrats d'investissement en terres agricoles (CITA), UNIDROIT/ IFAD (2021) [24]

## Publications
UNIDROIT a publié de nombreuses de publications depuis sa fondation. La plus importante est la Uniform Law Review/ Revue de droit uniforme, actuellement publiée par Oxford University Press.
En plus, la bibliothèque de l'institut offre un accès à toutes les publications de l'UNIDROIT, ainsi qu'à une collection d'autres textes et revues, comprenant une base de données de 260 000 textes et actuellement 450 périodiques. L'accès à distance est disponible pour les principales bases de données juridiques électroniques, telles que Westlaw, EUR-Lex et UNILEX,